# Escut de Peramea
L'Escut de Peramea fou l'escut d'armes de l'antic municipi de Peramea, a la comarca del Pallars Sobirà.
Perdé vigència el 1970, en ser agrupats els antics termes de Baén, Gerri de la Sal, Montcortès i Peramea en el municipi de nova creació anomenat Baix Pallars. Aquest nou municipi adoptà el 29 de juliol del 2009, després de 39 anys sense escut normalitzat segons la normativa actualment vigent, l'escut actual.

## Descripció heràldica
Escut rodó d'ataronjat, una ferradura d’argent coronada per una creu patent amb la inscripció al voltant del nom de la Vila.